# 東京ソーダ水
『東京ソーダ水 』（とうきょうそーだすい）は、2008年1月公開のドキュメンタリー映画。

## 概要
東京に住む8人の女性を、8人のユニット監督たちが一ヶ月という撮影期間中に同時撮影し、それを1人の総監督がまとめあげるという画期的な手法をとって制作されたドキュメンタリー。エグゼクティブ・プロデューサーを務めた奥山和由は、同じくドキュメンタリー映画の『TAIZO〜戦場カメラマン・一ノ瀬泰造の真実〜』から数えて、4年ぶりのプロデュース作品となる。また、劇中の音楽を担当した山崎ハコは、望月六郎監督の『皆月』から数えて、実に8年ぶりに映画主題歌を歌うことでも話題となっている。

## 出演者
- 美元
- 上津原佐和子
- 松口玲子
- 宇賀真理子
- 後藤真理子
- 古瀬真弓
- 塩沢美樹子
- 荒木裕子

## スタッフ
- エグゼクティブ・プロデューサー ： 奥山和由、吉田逸雄、滝口裕之
- 総監督・構成・編集・プロデューサー ： 飯塚敏明
- プロデューサー ： 日向武夫
- 企画 ： 舟橋利尚
- 構成 ： 高井君貴
- ユニット監督・撮影 ： 高田雅之、安池卓、渡辺浩太、樋口哲史、西野基久、宮田敦広、小野寺昭憲、タミヤヨシナリ
- 音楽 ： 山崎ハコ、安田裕美、真柴史朗
- 音楽協力 ： 米田直之、峰崎芳樹
- 音響・MA ： 荒木裕子
- 製作 ： 「東京ソーダ水」製作委員会
  - 株式会社毎日コミュニケーションズ
  - 株式会社チームオクヤマ
  - アイ・ティ・プロデュース株式会社
  - 株式会社エキスプレス
  - 有限会社アイズプロジェクト
- 配給協力プロデューサー ： 加藤洋一（株式会社ユニークセリング・プロポジション）、徐進（有限会社泰進）
- 協力 ： KENFIL ARTS PRODUCTION
- 協力協賛 ： アイ・ティ・プロデュース株式会社、オーダームービー・ドットコム
- 宣伝協力 ： アップリンクX
- 配給協力 ： JTBエンタテインメント
- 配給・宣伝 ： 有限会社アイズプロジェクト

## 主題歌
- 山崎ハコ　「BEETLE」